# Roger Fishbite
Roger Fishbite é um romance da autora e jornalista estadunidense Emily Prager, que foi publicado em 1999.

## Temas e conexões literárias
O romance foi escrito em parte como uma paródia literária de Lolita, de Vladimir Nabokov, em parte como uma "resposta, tanto para o livro e para o ícone que a personagem Lolita se tornou". O livro conta a história de Lucky Lady Linderhoff de treze anos, e sua mãe, e seu inquilino, que Lucky chama de Roger Fishbite.
Embora tendo sua inspiração em Lolita, de Nabokov, o romance de Prager é narrado por Lucky, não Fishbite, e apresenta um número de voltas e reviravoltas que diferem do texto original. Prager também atualiza a história, colocando-a no período dos dias modernos, em vez de escolher para defini-la nos anos cinquenta.

## Revisões
No coração do romance está a questão de que Lucky constantemente levanta ao longo da história: A forma de como as crianças nos Estados Unidos (e na sociedade ocidental em geral, eu gostaria de acrescentar) são odiadas e temidas por uma sociedade que visa erotiza-las ao mesmo tempo em que as destrói.
O que impede o romance de devolver em uma piada interna é a voz cativante de Lucky Linderhoff, que, com quase 15 anos, diz em seu conto o cansaço com o mundo condizente com um estadista mais velho do abuso de menores.